# Голышев, Павел Александрович
Павел Александрович Голышев (род. 5 июля 1952, Нерчинск, Читинская область) — российский политический деятель. Член Совета Федерации Федерального Собрания Российской Федерации от Иркутской области.

## Биография
Учредитель крупной строительной компании ООО «Агродорспецстрой» совместно с братом Валентином. Фирма братьев была известна не только в Иркутской области, но и за её пределами. Строили дороги и дома, мыли золото на Севере и производили строительные материалы. Планировали даже организовать добычу золота в Латинской Америке. 14 февраля 2014 годаВалентин Голышев застрелился.

### Совет Федерации
Депутат Совета Федерации Федерального Собрания РФ первого созыва (1993—1995).